# Xã Elizabeth, Quận Otter Tail, Minnesota
Xã Elizabeth (tiếng Anh: Elizabeth Township) là một xã thuộc quận Otter Tail, tiểu bang Minnesota, Hoa Kỳ. Năm 2010, dân số của xã này là 819 người.